# Sant Guim de la Plana
 Sant Guim de la Plana es un municipio español de la provincia de Lérida (Cataluña), situado en la comarca de la Segarra, al este de Guisona. Además de la capital municipal, comprende los núcleos de Comabella y Vichfret, ambos incorporados al municipio a mediados del siglo XIX. Se trata de un pueblo eminentemente rural que conserva su aspecto medieval. 

## Geografía humana

### Demografía
Cuenta con una población de 193 habitantes (INE 2024).
| Gráfica de evolución demográfica de Sant Guim de la Plana entre 1842 y 2021 |
| |
| Población de derecho según los censos de población del INE Población de hecho según los censos de población del INEEntre el censo de 1857 y el anterior, crece el término del municipio porque incorpora a 255072 (Vichfret), 255135 (Comabella) |

| 1900 | 1930 | 1950 | 1970 | 1981 | 1986 | 2005 |
| ---- | ---- | ---- | ---- | ---- | ---- | ---- |
| 405  | 382  | 351  | 250  | 209  | 214  | 198  |

### Economía
La producción agrícola es principalmente de cereal de secano (cebada, trigo, etc.).
Quedan algunas pequeñas plantaciones de almendros y olivos y ha desaparecido el viñedo, que a principios del siglo pasado fue muy importante. Ganadería porcina y vacuna.

## Fiestas
Belén de los oficios antiguos (26, 27,y 28 de diciembre y 3, 4, 10,y 11 de enero) desde 1982.